# Vera Renczi
Vera Renczi (1903 – ?) var en seriemorder, der forgiftede femogtredive inklusiv ægtemænd, elskere og en søn med arsen i 1920'erne og 1930'erne.

## Biografi
Renczi blev født i en velhavende familie, hvis rødder kunne spores til ungarsk lavadel i Bukarest. Hun flyttede i en alder af 10 år med familien til byen Berkerekul. I en alder af 15 år havde hendes forældre i stigende grad mindre kontrol med hende, og hun løb hyppigt hjemmefra med talrige kærester, hvoraf mange var betydeligt ældre end hende selv. Venner fra hendes tidlige barndom sagde, at hun havde et næsten sygeligt ønske om mandligt selskab og var af særdeles jaloux og mistroisk natur.